# Majda Širca

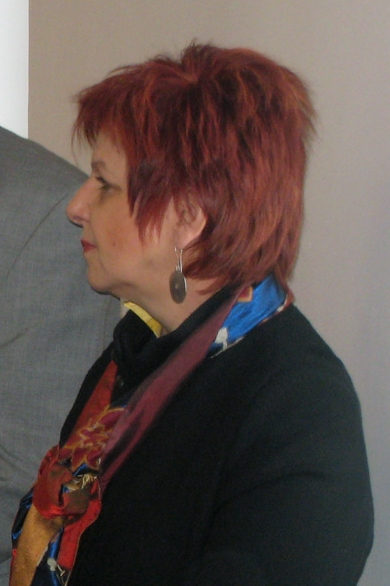
Majda Širca Ravnikar

Majda Širca (* 20. April 1953 in Postojna) ist eine slowenische Kunsthistorikerin, Journalistin und Politikerin. In der Regierung Borut Pahor war sie von 2008 bis 2011 als Mitglied der Liberaldemokratie Sloweniens (LDS) Kulturministerin Sloweniens.
Nach ihrem Diplom in Kunstgeschichte arbeitete sie als Fernsehjournalistin. Ab 1997 war sie Staatssekretärin am slowenischen Kulturministerium, seit 2000 ist sie Abgeordnete im slowenischen Parlament. 2004 war sie kurzzeitig Mitglied des Europäischen Parlaments. Am 21. November 2008 wurde sie zur Kulturministerin ernannt.